# Gamerabaena
Gamerabaena je rodem dávno vyhynulé svrchnokřídové želvy ze souvrství Hell Creek. Fosílie tohoto rodu byly objeveny na jihozápadě Severní Dakoty v USA. Její stáří činí asi 70 až 66 milionů let, žila tedy na samotném konci druhohorního období (podobně jako třeba známí neptačí dinosauři rodu Tyrannosaurus nebo Triceratops). Jediným dnes známým druhem tohoto rodu želvy je G. sonsalla, popsaná v roce 2010.
Zástupci této skupiny patrně dokázali přečkat katastrofu na konci křídy a přežít do raného paleocénu.